# Langeac
 Langeac  es una población y comuna francesa, situada en la región de Auvernia, departamento de Alto Loira, en el distrito de Brioude. Es el chef-lieu y mayor población del cantón de Langeac.

## Demografía
| 4826 | 4934 | 4853 | 4609 | 4195 | 4070 |
| Para los censos de 1962 a 1999 la población legal corresponde a la población sin duplicidades (Fuente: INSEE [Consultar]) |      |      |      |      |      |

## Personas vinculadas
- Pierre Chany, periodista deportivo.